# 伝来寺庭園
伝来寺庭園（でんらいじていえん）は、大分県日田市中津江村栃野の伝来寺にある日本庭園。1970年3月31日に大分県の名勝に指定されている。

## 概要
伝説では、平家追討の令旨を発した以仁王の遺子豊津宮が近侍の長谷部信連に守られてこの地に落ち延びていたところ、建久4年（1194年）に源頼朝によって巻狩りの故実を学ぶために阿蘇大宮司へ遣わされた梶原景季、仁田四郎が、その帰途に立ち寄って、豊津宮を慰めるためにこの庭園を築いたと伝えられるが、一般には鎌倉時代後期から室町時代後期の作庭とされる。伝来寺は、その後、延元3年（1338年）に、長谷部信雄が大智禅師を迎えて開いたものである。
伝来寺庭園は、寺の表門の入口から参道に沿って広がる約500m2の庭園と、本堂の裏側（西背面）にあたる約350m2の庭園とからなる。本堂裏の庭園は、作庭当初は池を中心に、山腹に石組みを設けて枯滝を表すとともに、池中に離れ石を置いて荒磯を表したとされる。数度の改修を経ており、築造当時の姿がどの程度伝えられているかは定かでないが、九州最古の枯山水的庭園ともされており、中世における地方での庭園文化を知る上で貴重な史跡である。

## 交通
- 鉄道・バス：JR九州久大本線日田駅からバスで約60分
- 自動車：九州自動車道日田ICから約45分